# Baia di Lüderitz
La baia di Lüderitz (Lüderitz Bay in inglese, Lüderitzbaai in afrikaans, Lüderitzbucht in tedesco, nota anche come Angra Pequena) è un'insenatura dell'oceano Atlantico situata lungo la costa centrale della Namibia in Africa meridionale. La cittadina di Lüderitz sorge sulle sue rive.

## Geografia
La baia s'addentra parecchio nella terraferma e presenta una conformazione piuttosto articolata. Lüderitz è situata nell'ansa più interna e protetta, aperta sul suo lato settentrionale. Poco più a est si trova un'ansa ancora più estesa, chiamata baia di Griffith, protesa verso sud.
Al largo della costa settentrionale della baia si trovano due piccole isole, l'Isola dei Pinguini e l'Isola delle Foche.

## Storia
La baia venne battezzata Angra Pequena quando venne mappata per la prima volta dal portoghese Bartolomeo Diaz, sebbene in alcune carte sia anche comparsa col nome di Angra de São Christóvão. Nel 1883 il mercante tedesco Adolf Lüderitz fondò una stazione commerciale nell'area della baia che venne in seguito ribattezzata col suo nome. Egli, inoltre, concluse alcuni trattati con i capi tribali locali, i quali cedettero vaste porzioni di territorio ai nuovi arrivati. Sospettando che l'Impero britannico fosse sul punto di rivendicare un protettorato sulla regione, il 24 aprile 1884 Lüderitz trasferì i suoi diritti di proprietà all'Impero tedesco, sicché il successivo 7 agosto il cancelliere Otto von Bismarck proclamò il protettorato sulla baia e il suo retroterra, appellato Lüderitzland. Questa divenne quindi una base navale dell'Africa tedesca del sud-ovest, l'odierna Namibia.